# Julius Wolf (Wirtschaftswissenschaftler)

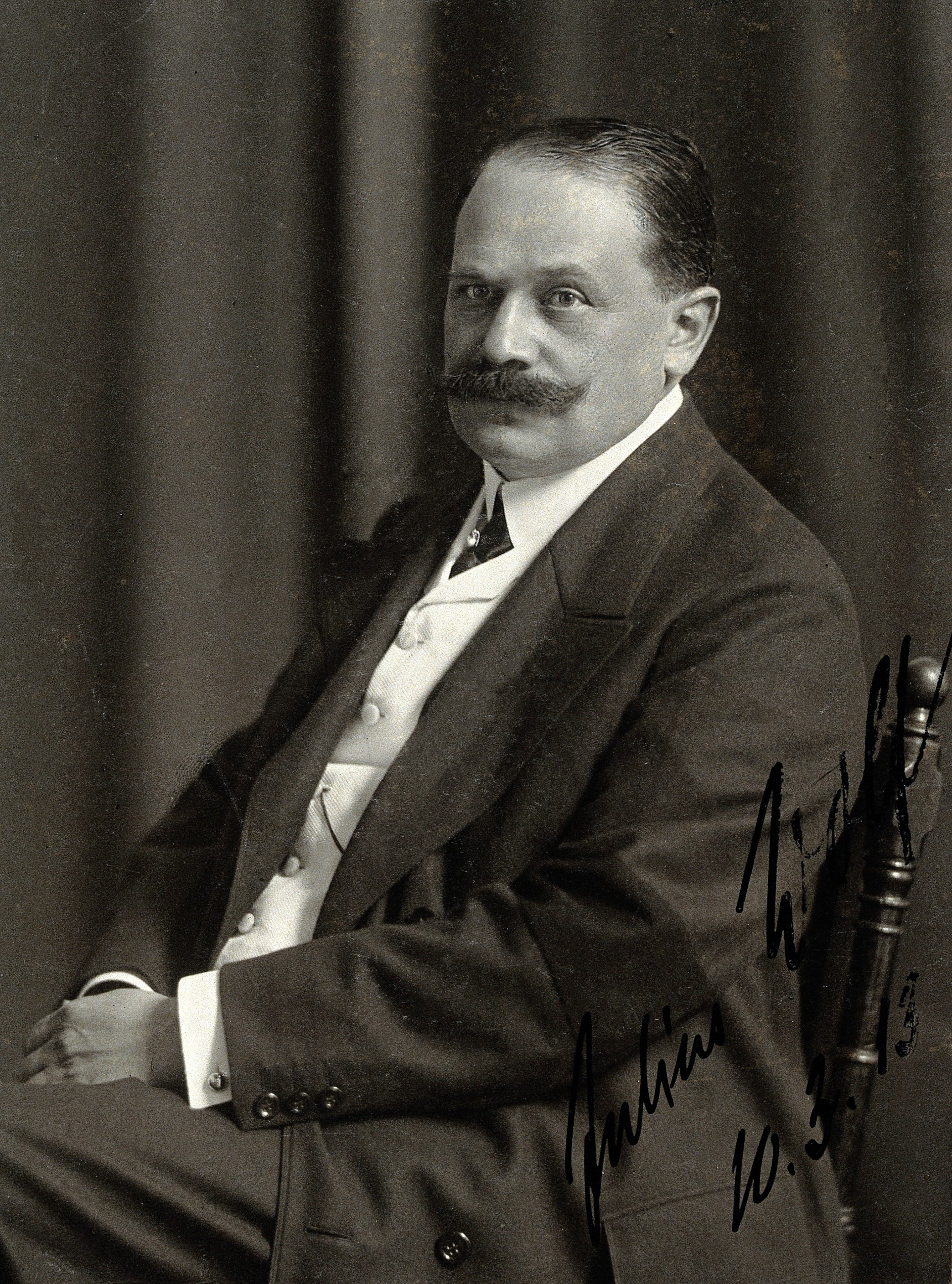
Julius Wolf (1913)

Julius Wolf (geboren 20. April 1862 in Brünn, Kaisertum Österreich; gestorben 1. Mai 1937 in Berlin) war ein Nationalökonom.

## Leben
Seine Eltern, Ludwig Wolf und Sophie, geb. Bam (um 1839–1909), zogen mit ihm nach Ottakring bei Wien, wo sein Vater Prokurist einer großen Brauerei, Spiritus- und Pressehefefabrik wurde. Julius, als ältestes von sieben Kindern, ließ sich früh taufen und besuchte die Volksschule und das Realgymnasium in Hernals.
Nach seinem Abitur war Wolf zwei Jahre in der Anglo-Österreichischen Bank in Wien tätig und studierte dann Nationalökonomie, Rechts- und Staatswissenschaften in Wien, wobei er sich für Fragen zu indirekten Steuern interessierte. Nachdem er mit einer Arbeit zur Branntweinsteuer den ersten Preis der Budapester Landwirtschaftsgesellschaft Köztelek erhalten hatte, setzte er sein Studium in München und Tübingen fort, wo er 1884 beim Kathedersozialisten und Steuerfachmann Friedrich Julius Neumann promovierte. Im folgenden Jahr habilitierte er sich an der Universität Zürich in Nationalökonomie.
Er wirkte zunächst als Privatdozent an der Universität Zürich, wurde 1888 außerordentlicher und im folgenden Jahr ordentlicher Professor für Ökonomie und Statistik. Seiner Doktorandin Rosa Luxemburg bereitete es Vergnügen, ihn, zusammen mit Julian Balthasar Marchlewski, in Dispute zu verwickeln. Ihre Dissertation über Die industrielle Entwicklung Polens hat er 1897 „mit großem Lob“ angenommen.
1897 folgte er einem Ruf an die Universität Breslau. Hier gab es Kontroversen mit Werner Sombart und Adolph von Wenckstern. Wolf befürwortete einen gebändigten Kapitalismus. Seine Gegnerschaft zu Marxismus und Kathedersozialismus beförderte seinen Ruf als Manchesterökonom. Um sich Anfeindungen zu erwehren, gründete er 1898 die Zeitschrift für Socialwissenschaften. Einen Großteil der Armut schrieb er der Bevölkerungsvermehrung in Europa von 150 auf 360 Millionen innerhalb eines Jahrhunderts zu. Bei der Auseinandersetzung mit Malthus’ Bevölkerungstheorie entdeckte er den internationalen Bevölkerungsrückgang und stellte seine Theorie von der Rationalisierung des Sexuallebens auf.
Am 21. Januar 1904 wurde unter seiner Leitung und Mitwirkung von Georg von Mayr in Berlin der Mitteleuropäische Wirtschaftsverein gegründet. Über seinen Vortrag vor dem Kaufmännischen Verein Zürich am 11. März 1904, in dem er eine beabsichtigte europäische Zollunion leugnete, berichtete der französische Generalkonsul Emile Jacquemin seinem Außenminister.
Im April 1913 wechselte er an die Königlich Technische Hochschule in Charlottenburg. An der im November 1913 mit Albert Moll und Max Marcuse gegründeten Internationalen Gesellschaft für Sexualforschung (InGeSe) übernahm er den Vorsitz. 1924 wurde er zum Ehrenbürger der TH ernannt, unter den Nationalsozialisten jedoch wieder von der Liste gestrichen. Er lebte zuletzt am Kurfürstendamm 52. Bestattet ist er auf dem Wilmersdorfer Waldfriedhof Stahnsdorf.

## Veröffentlichungen
- Die Branntweinsteuer in den europäischen Ländern und in den Vereinigten Staaten von Nordamerika von 1884–1886, mit besonderer Rücksicht auf die Bestrebungen zu ihrer Neugestaltung in Deutschland . In: FinanzArchiv. ISSN 0015-2218, Band 4 (1887), 1, S. 320–435.
- Socialismus und Liberalismus in ihren geschichtlichen Beziehungen: Vortrag gehalten im Wissenschaftlichen Club in Wien am 4. April 1887
- Zur Reform des Schweizerischen Notenbankwesens: eine eidgenössische Giro-Stelle als Lösung. 1888.
- Die gegenwärtige Wirtschaftskrisis. Antrittsrede gehalten an der Universität Zürich im Sommersemester 1888. Tübingen 1888 (ZBZOnline).
- Zur Reform des Schweizerischen Notenbankwesens. Eine eidgenössische Giro-Stelle als Lösung. Zürich 1888
- Internationale Sozialpolitik. Ein Vortrag, gehalten zu Anfang Januar 1889 in der Zürcher statistisch-volkswirthschaftlichen Gesellschaft. Zürich 1889.
- Eine eidgenössische Hochschule für Staatswissenschaft: Gutachten erstattet im Auftr. d. Eidgen. Departements d. Innern. 1889, doi:10.3931/e-rara-38915.
- Das Rätsel der Durchschnittsprofitrate bei Marx. 1891.
- System der Sozialpolitik. 1892 (ZBZOnline).
- Sozialismus und kapitalistische Gesellschaftsordnung: Kritische Würdigung beider als Grundlegung einer Sozialpolitik. 1892.
- Vorschläge zur Währungsfrage: der internationalen Münzkonferenz zu Brüssel 1892 gewidmet.
- Ammon: Die Gesellschaftsordnung und ihre natürlichen Grundlagen. Entwurf einer Sozialanthropologie zum Gebrauch für alle Gebildeten, die sich mit sozialen Fragen befassen. Jena 1895.
- Die Wohnungsfrage als Gegenstand der Sozialpolitik: Vortrag, gehalten im Rathaus zu Zürich am 5. Dez. 1895.
- Die Arbeitslosigkeit und ihre Bekämpfung: Vortrag, gehalten in der Gehe-Stiftung zu Dresden am 12. Okt. 1895. (ZBZOnline).
- Börsenreform in der Schweiz. Gutachten, erstattet an das Justiz- und Polizeidepartement der Schweiz. Eidgenossenschaft. Zürich 1895.
- Die Wohnungsfrage als Gegenstand der Sozialpolitik. Vortrag, gehalten im Rathaus zu Zürich am 5. Dezember 1895. Jena 1896.
- Steuerreform im Kanton Zürich. 1897.
- Der Kathedersocialismus und die soziale Frage: Festrede gehalten am 3. November 1899 zur Stiftungsfeier des Socialwissenschaftlichen Studentenvereins zu Berlin
- Die Aussichten des Getreidemarktes: Vortrag, geh. … 1899.
- Die Verhältnisse der Landwirtschaft im zwanzigsten Jahrhundert: Vortrag, gehalten auf der Generalversammlung des landwirtschaftlichen Vereins zu Breslau am 19. Dezember 1899.
- Der Student und die sociale Frage: Festrede gehalten am 3. November 1899 zur Stiftungsfeier des Socialwissenschaftlichen Studentenvereins zu Berlin.
- mit Johann von Bloch: Die chinesische Frage. 1900.
- Das Deutsche Reich und der Weltmarkt. Jena 1901 (ZBZOnline).
- Materialien betreffend einen mitteleuropäischen Wirtschaftsverein: (Verein zur Förderung der gemeinsamen wirtschaftlichen Interessen der mitteleuropäischen Staaten). 1903.
- Studien zur Fleischteuerung. In: Jahrbücher für Nationalökonomie und Statistik, ISSN 0021-4027, Band 3,25 (1903), S. 193–231.
- Vorzugsbehandlung im Rahmen der Meistbegünstigung: Abriss einer Geschichte der Privilegien verträge. 1905.
- Die Bedeutung und der Begriff des politischen Delikts im Völkerrecht. 1907.
- Nationalökonomie als exakte Wissenschaft: ein Grundriss. 1908.
- Die Reichsfinanzreform und ihr Zusammenhang mit Deutschlands Volks- und Weltwirtschaft. 1909.
- Die Bedeutung der Flottenpolitik für die deutsche Arbeiterschaft: Vortrag. 1911.
- Vorschläge zur Hebung der Krise der deutschen Staatsanleihen. 1911.
- Die Volkswirtschaft der Gegenwart und Zukunft: die wichtigsten Wahrheiten der allgemeinen Nationalökonomie dargestellt für die Praxis. 1912.
- Die Steuern in Deutschland: ein Leitfaden. 1912.
- Der Geburtenrückgang: die Rationalisierung des Sexuallebens in unserer Zeit. 1912.
- Das internationale Zahlungswesen. 1913 (ZBZOnline).
- Das Bevölkerungsproblem in: Philipp Zorn, Herbert von Berger (Schriftleitung): Deutschland unter Kaiser Wilhelm II. Hrsg. von Siegfried Körte, Friedrich Wilhelm von Loebell u. a. 3 Bände. R. Hobbing, Berlin 1914.
- Die Steuerreserven in England und Deutschland: ein Beitrag zur Frage der „Rüstungsgrenzen“ beider Staaten. 1914.
- Die Kriegsrechnung. 1914.
- Die deutsche Volkskraft: ein Rück- und Vorblick. In: Hochland: Monatsschrift. ISSN 0018-2966, 1914, 4, S. 466–471.
- Die Aussichten der neuen Kriegsanleihe. 1915.
- Ein deutsch-österreichisch-ungarischer Zollverband. 1915.
- Die Steuern in Deutschland: ein Leitfaden. 1915.
- Finanzwirtschaftliche Kriegsaufsätze. 1916.
- Der französische Nationalreichtum vor dem Kriege. 1917.
- Nahrungsspielraum und Menschenzahl: ein Blick in die Zukunft. 1917.
- Vorrede in Die Kohlenvorräte der Welt. 1917.
- Die Bevölkerungspolitik der Gegenwart: Vortrag gehalten in der Gehe-Stiftung zu Dresden am 17. November 1917. 1918.
- Ist das Wirtschaftsprogramm der Sozialdemokratie durchführbar?. 1919.
- Valuta und Finanznot in Deutschland. 1920.
- Markkurs, Reparationen und russisches Geschäft. 1922.
- Selbstdarstellung. In: Die Volkswirtschaftslehre der Gegenwart in Selbstdarstellungen. Band 1, 1924, S. 209–247.
- Die Steuerreserven in England und Deutschland: ein Beitrag zur Frage der „Rüstungsgrenzen“ beider Staaten. 1924.
- Die Übervölkerung Westeuropas und die Arbeitslosigkeit. In: Krisis der Weltwirtschaft, Übervölkerung Westeuropas, Steuerüberwälzung (1926), S. 357–361.
- Geburtenrückgang und Sexualmoral. In: Schmollers Jahrbuch für Gesetzgebung, Verwaltung und Volkswirtschaft, ISSN 0036-6234, Band 51,1, 1927, S. 93–102.
- Sartorius von Waltershausen, [August]: Die Weltwirtschaft und die staatlich geordneten Verkehrswirtschaften. Leipzig 1926. In: Schmollers Jahrbuch für Gesetzgebung, Verwaltung und Volkswirtschaft, ISSN 0036-6234, Band 51,1, 1927, S. 326–328.
- Die neue Sexualmoral und das Geburtenproblem unserer Tage. 1928.
- Spontan-Evolution. 1928.
- Die Wandlungen des Kapitalismus: Schriftl. Gutachten. In: Wandlungen des Kapitalismus, Auslandanleihen, Kredit und Konjunktur. 1929, S. 393–398.
- Mutter oder Embryo? Zum Kampf um den Abtreibungs-Paragraphen. 1930.
- Die römische Kaiserzeit. Herder, Freiburg im Breisgau 1932.
- Physiognomik und Völkergeschichte: nach Vorlagen aus dem altägyptischen und altorientalischen Bilderschatz. 1935.
- Österreich und die Reichsidee. 1937.
- Blut und Rasse des Hauses Habsburg-Lothringen. Probleme der Physiognomiengeschichte und Vererbungslehre. 1940.